# Lingulata
Lingulata is een klasse uit de stam van de armpotigen (brachiopoden). De vertegenwoordigers uit deze klasse gelden als voorbeelden van levende fossielen. 

## Beschrijving
De schelpen van deze armpotige dieren zijn samengesteld uit een combinatie van calciumfosfaat en chitine. Dit in tegenstelling tot andere schelpdieren uit zee, waarvan de schelp alleen is samengesteld uit calciumfosfaat.
Zij vormen een aparte, primitieve groep van armpotigen, de zogenaamde ongearticuleerde brachiopoden. Dit betekent dat de twee schelpen slechts door spieren geopend en gesloten worden. Bij andere armpotigen en ook bij tweekleppigen, zorgen tandjes en groeven aan de randen van de schelpen voor een betere sluiting.
Schelpen van soorten uit deze klasse die nu gevonden worden in de wateren rond Japan zien er hetzelfde uit als fossielen uit het Cambrium (540-488 miljoen jaar BP). Omdat er geen zachte delen van bekend zijn, is het echter onduidelijk of deze tot hetzelfde taxa moeten worden gerekend. Geen andere diergroep met nu levende vertegenwoordigers is van zo lang geleden bekend.
Ecologisch neemt het geslacht Lingula een unieke positie in doordat het zich heeft aangepast aan het leven in brak water. Andere filtervoederaars, in het bijzonder tweekleppigen en andere armpotigen, leven alleen in zout water. Soorten uit het geslacht Lingula komen vooral voor in indopacifische gebied.

## Indeling
- klasse: Lingulata
  - orde: Lingulida
    - familie: Lingulidae
      - geslacht: Lingula